# Muliphein
Muliphein o Muliphen (γ Canis Majoris / γ CMa / 23 Canis Majoris) es una estrella en la constelación de Canis Major. Aunque ostenta la denominación de Bayer Gamma —tercera letra del alfabeto griego que en principio corresponde a la tercera estrella más brillante—, es superada en brillo por unas doce estrellas de la constelación. Se piensa que recibió la denominación Gamma por estar en la misma parte de la constelación que las brillantes Sirio (α Canis Majoris) y Murzim (β Canis Majoris). Se encuentra a 402 años luz de distancia del sistema solar.
De color blanco-azulado, Muliphein es una gigante luminosa de tipo espectral B8II cuya temperatura es de 13.600 K. Su radio es unas 5 veces el radio solar y su luminosidad es equivalente a 685 soles. Con una masa de 4,3 masas solares, Muliphein ha finalizado la etapa de fusión de hidrógeno y ha empezado a evolucionar hacia una gigante roja.
Muliphein es una estrella peculiar con una lenta velocidad de rotación —30 km/s— para una estrella de tipo B. En concreto, es una estrella de mercurio-manganeso como Alpheratz (α Andromedae) o Gienah Gurab (γ Corvi), con proporciones muy altas de algunos metales que son empujados a la superficie por radiación. Su concentración en hierro y cromo es un 40 % mayor que en el Sol, pero es sobre todo la abundancia en mercurio —2000 veces mayor que en el Sol— lo que la hace especialmente notable.